# Caicua
Caicua (Cai-Cua) ist ein osttimoresischer Suco im Verwaltungsamt Vemasse (Gemeinde Baucau).

## Geographie
Vor der Gebietsreform 2015 hatte Caicua eine Fläche von 22,99 km². Nun sind es 18,55 km². Der Suco Caicua liegt im Zentrum des Verwaltungsamts Vemasse. Westlich und nördlich liegt der Suco Vemasse, östlich liegen die Sucos Ostico, Uato-Lari und südlich der Suco Ossouala. Entlang eines Großteils der Ostgrenze fließt der Fluss Manuleiden.
Im Suco befinden sich laut dem Diploma Ministerial n.° 199/09 die zwei Aldeias Bahamori und Caicua.
Aktuelle Landkarten zeigen keine größeren Ortschaften auf dem Gebiet des Sucos.
Die Orte Caicua und Bahamori liegen demnach im Suco Vemasse, nahe dem gleichnamigen Ort, während eine Landkarte, die zwischen 2003 und 2004 gezeichnet wurde die Grenze von Caicua bis zu den beiden Orten in Vemasse ausdehnt.

## Einwohner
In Caicua leben 1.144 Menschen (2022), davon sind 596 Männer und 548 Frauen. Im Suco gibt es 211 Haushalte. Die Liste der Wahllokale bei den Parlamentswahlen in Osttimor 2007 gibt aber für den Suco Caicua im Wahllokal der Grundschule Escola Primaria Caicua eine Wählerzahl von 487 an. 55,56 % der Einwohner sind unter 15 Jahre alt, 12,96 % über 60 Jahre. Alle Männer können lesen, von den Frauen sind aber ein Drittel Analphabeten. Fast 80 % der Einwohner geben Waimaha als ihre Muttersprache an. Über 10 % sprechen Galoli, etwa 5 % Tetum Prasa und ein paar Einwohner sprechen Habun als Muttersprache.

## Geschichte
1979/80 wurden Menschen aus Caicua und anderen Siedlungen in den Hügeln um den Ort Vemasse gezwungen nach Natar Ulun, drei Kilometer entfernt von Vemasse umzusiedeln. Grund war die Isolation von Caicua, weswegen die Einwohner von den indonesischen Besatzern schwer zu kontrollieren waren. Indonesische Soldaten konnten nur schwer in die Region vordringen. Die Einwohner Caicuas wurden verdächtigt mit den Widerstandskämpfern der FALINTIL zusammenarbeiten.

## Politik
Bei den Wahlen von 2004/2005 wurde Geraldo Romaldo da Silva zum Chefe de Suco gewählt und 2009 und 2016 in seinem Amt bestätigt. 2023 wurde Anibal Henrique da Costa zum neuen Chefe de Suco gewählt.
2023 wurden als Chefe de Aldeias gewählt: Domingos Gusmão da Costa (Bahamori) und Crispim Francisco da Costa (Caicua).

## Wirtschaft
81,82 % der Einwohner halten Nutztiere. 2010 waren es 52 Hühner, 15 Schweine, 15 Schafe, 13 Ziegen, 3 Pferde und 4 Wasserbüffel. 45,45 % der Haushalte in Caicua betreiben Ackerbau. 35 % bauen Reis an, etwa 18 % jeweils Kokosnüsse, Kaffee und Obst, knapp 10 % jeweils Maniok, Mais und Gemüse. Zum Kochen verwenden die Einwohner allein Brennholz. Der Zugang zu Sanitäranlagen und sicheren Trinkwasser ist ein großes Problem. 18,2 % der Haushalte haben ein Telefon, ebenso viele ein Radio. Jeweils 9,1 % haben einen Fernseher oder einen Kühlschrank. Kein Einwohner besitzt einen Wagen, ein Motorrad oder ein Fahrrad.